# So Far Gone
So Far Gone reprezintă single-ul secund al celui de-al treilea album al lui James Blunt, Some Kind of Trouble.Piesa a fost lansată pe format digital în Marea Britanie pe 3 ianuarie 2011.
Videoclipul a fost regizat de Marc Klasfeld și a fost postat pe YouTube pe 13 decembrie 2010

## Track-listing
1. "So Far Gone" - 3:34

## Clasament
| Clasament (2011) | Poziție vârf |
| ---------------- | ------------ |
| Belgia (Flandra) | 16           |
| Belgia (Valonia) | 2            |
| Elveția          | 6            |
| Olanda           | 25           |